# Schloss Tausendlust

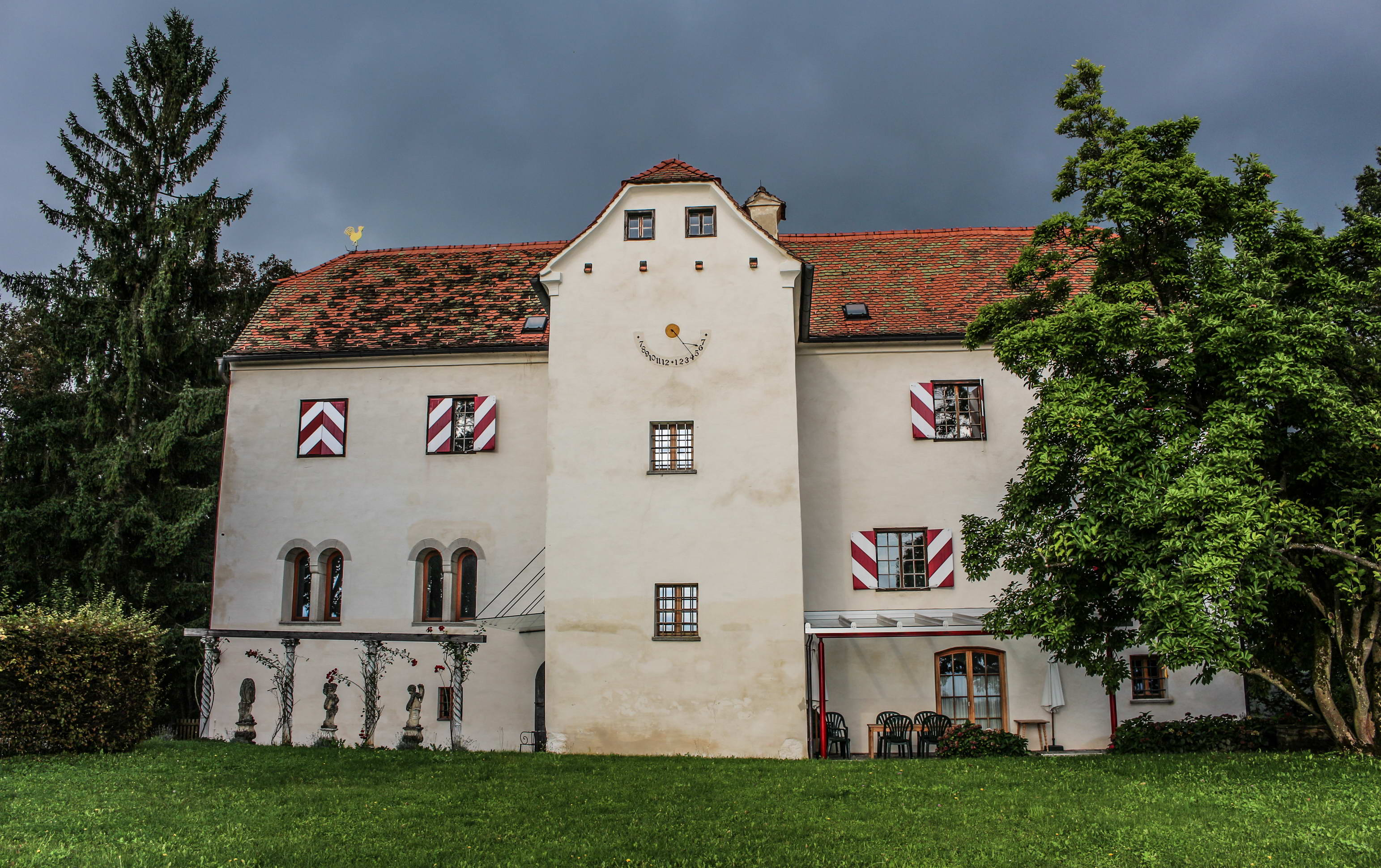
Das Schloss Tausendlust im September 2014

Das Schloss Tausendlust ist ein Schloss in Hitzendorf in der Steiermark, früher auch Schloss Altenburg genannt. Es wurde in der zweiten Hälfte des 16. Jahrhunderts errichtet und befindet sich heute in Privatbesitz.

## Lage
Das Schloss Tausendlust liegt an der Straße, die von der zu Hitzendorf gehörenden Katastralgemeinde Höllberg nach Stein in Attendorf führt. Es befindet sich auf einem Höhenrücken der das Liebochtal vom Södingtal trennt und nach Osten hin steil abfällt.

## Gestaltung
Das Schloss Tausendlust ist ein zweistöckiger (dreigeschoßiger) Bau und befindet sich heute noch zum Großteil in seinem ursprünglichen Zustand. Nur ein Seitenflügel und der Turm wurden 1799 und 1823 abgetragen.

## Geschichte

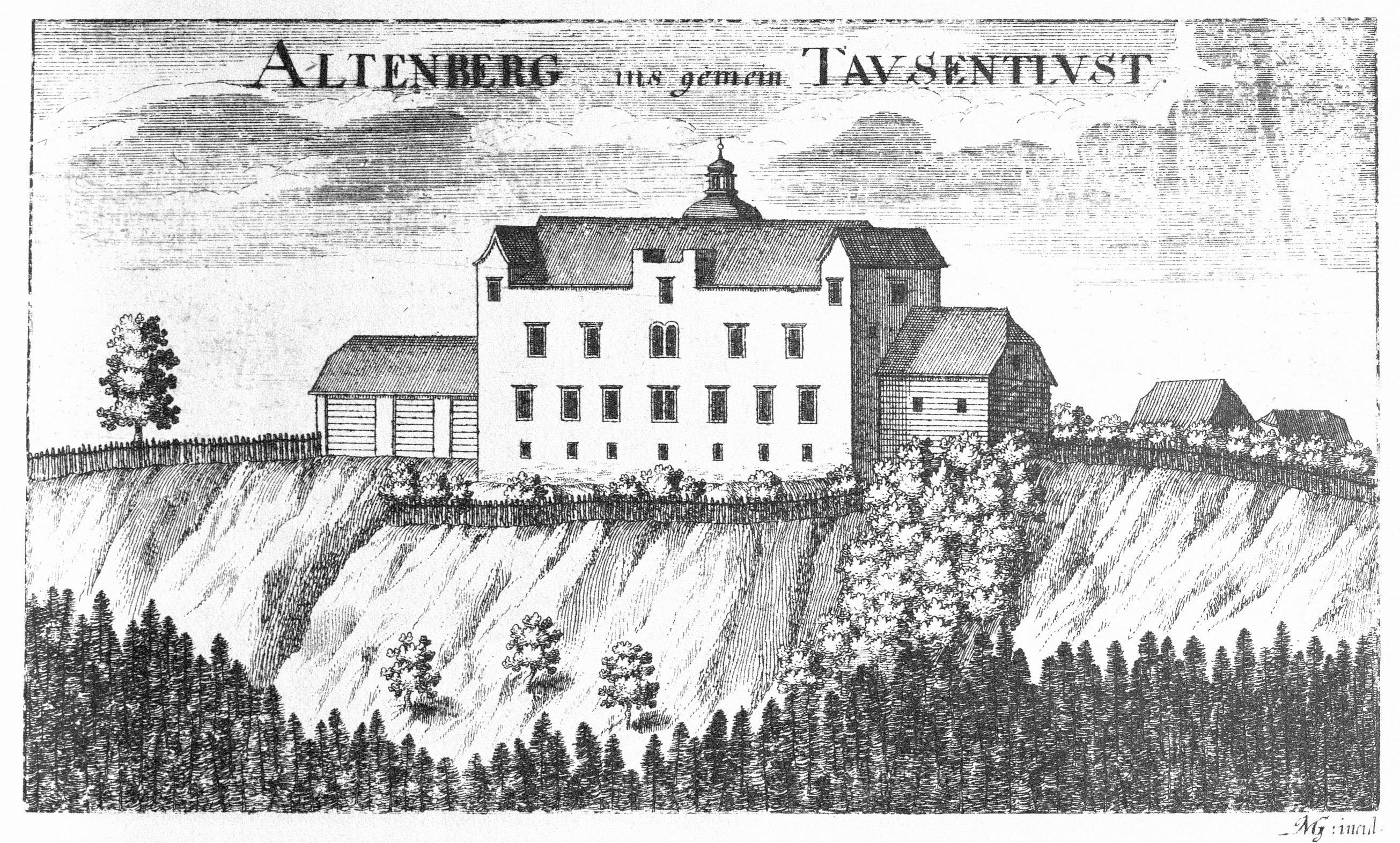
Schloss Tausendlust um 1680, Kupferstich von M. Vischer

Das Schloss wurde in der zweiten Hälfte des 16. Jahrhunderts von Alexander Khollenburg unter dem Namen Altenburg errichtet. Wahrscheinlich befand sich an dieser Stelle bereits zuvor eine mittelalterliche Burganlage, deren Existenz bisher jedoch nicht nachgewiesen wurde. Im Jahr 1605 ging das Anwesen an Adam Gabelkhofer. Dessen Tochter verkaufte das Gut im Jahr 1650 zusammen mit der Meierei, dem Keller sowie der Weinpresse an Christof Rudolf Freiherrn von Eibiswald. Da dieser das Schloss wegen der geringen Einkünfte aus dem Weinbau nicht halten konnte, ging es schon ein Jahr später an seine ursprüngliche Besitzer zurück. Zwei Jahrzehnte später ging das Anwesen in den Besitz von Johann Caspar von Kellersperg über. Die Familie Kellersperg waren für etwa 250 Jahre die Schlossherren. Durch einen Blitz wurde 1825 der Turm zerstört und anschließend abgetragen. Im Jahr 1878 wird erwähnt, dass das Schloss zum Großteil verfallen war und nur mehr als Winzerei diente. Heute befindet es sich im Besitz von Josef Wohinz und wird renoviert.